# آرامگاه محمدی دروازه شاهی
بقعه محمدی دروازه شاهی مربوط به سدهٔ ۸ ه.ق است و در یزد، محله دروازه شاهی، پشت مسجد جامع کبیر واقع شده و این اثر در تاریخ ۲۸ دی ۱۳۷۹ با شمارهٔ ثبت ۲۹۴۹ به‌عنوان یکی از آثار ملی ایران به ثبت رسیده است.